# Faramir Colles
I Faramir Colles sono una formazione geologica della superficie di Titano.
Prendono il nome da Faramir, personaggio de Il Signore degli Anelli di J. R. R. Tolkien.